# Le Trouvère
Le Trouvère (título original en francés; en español, El trovador) es una grand opéra en cuatro actos y un ballet con música de Giuseppe Verdi y libreto en francés de Émilien Pacini, basado en el de Salvatore Cammarano para Il trovatore, la versión italiana de la ópera, estrenada el 12 de enero de 1857 en la Opéra de Paris.

## Génesis
Ante el estreno triunfal de Il trovatore, el 26 de diciembre de 1854 en el Théâtre italien de Paris, François-Louis Crosnier, el director de la Opéra de Paris, propuso a Giuseppe Verdi revisar su ópera para adaptarla a los gustos del público de la «grande boutique»: se trataría de hacer una versión en francés, añadiéndole un ballet, según los modelos de la grand opéra entonces en vigor en la primera sala de la capital francesa. Después de algunas dificultades y de un proceso perdido contra Toribio Calzado, el empresario del Théâtre des Italiens, Verdi pudo al fin consentir el 22 de septiembre de 1856.

## Composición
La traducción del libreto de Salvatore Cammarano se confió a Émilien Pacini que trabajó bajo la atenta vigilancia de Verdi. Aportó numerosas modificaciones a la partitura, reescribió la escena final y compuso el ballet del tercer acto.

### El ballet
Ubicado en el tercer acto entre el coro de introducción y el trío de la escena siguiente, el ballet del Trouvère es, según la tradición de la grand opéra a la francesa es un largo intermedio compuesto de un «Pas des bohémiens», una «Gitanilla», una «Seviliana» ("sevillana"), un número titulado «La bohémienne», un «Galop» y una «Sortie de la danse».
Para Gilles de Van 

este ballet no tiene nada que hacer en Il trovatore pero merece ser presentado con ocasión de una reposición de la versión francesa.

### La escena final
Verdi dio al Trouvère más carnosidad que a la de Il trovatore: mientras que la ejecución de Manrico se desarrolla rápidamente dentro de la escena equivalente de la ópera italiana, Verdi añade aquí un Miserere y el aria de Leonora « Di te... di te scordarmi» es reemplazada por un aria cantada por Manrico «Ma mère, sois bénie» ("Madre mía, estoy bendito"); el trovador recuerda entonces a su amada en un lamento. Y hay todavía un dúo más en el que Azucena expresa su tormento, y narra la gratificación de su venganza, que Manrico es al fin ejecutado y que la gitana asesta un golpe a Luna con su terrible secreto. 
Se trataba de que el compositor satisficiera el gusto del público de la «grande boutique». Según Gilles de Van toujours, esta escena final 

sugiere una voluntad puramente sugiere un deseo puramente coyuntural de encontrar a bajo costo uno de los extremos más espectacular

: el Miserere es en efecto interpretado al principio del cuarto acto.

## Estreno
Le Trouvère se estrenó el 12 de enero de 1857 en el escenario de la Opéra Le Peletier, que era entonces la Sala de la Académie impériale de Musique por Pauline Gueymard-Lauters (Leonora), Adelaide Borghi-Mamo (Azucena), Louis Gueymard (Manrico), Marc Bonnehée (De Luna) con Narcisse Girard en la dirección. La obra obtuvo un gran éxito de público y extática recepción por parte de la crítica. Hoy en día rara vez es representada.

## Discografía
- 1912 : Jeanne Morlet (Léonore), Ketty Lapeyrette (Azucena), Charles Fontaine (Manrico), Jean Noté (De Luna), George Noel-Nansen (Ruiz) coro y orquesta de la Opéra-Comique, François Ruhlmann (dirección), integral en diecinueve discos "microsillon" (Pathé), reeditado en 1987 (Bourg BG 4025-26)